# Homer fait son cinéma
Homer fait son cinéma (When You Dish upon a Star) est le 5e épisode de la saison 10 de la série télévisée d'animation Les Simpson.

## Synopsis
La famille passe son dimanche près du lac de Springfield. Elle décide de faire du parachute ascensionnel, le premier à essayer étant Homer. 
Après bien des essais, il finit par s'élever dans les cieux mais le moteur du bateau, qui surchauffe, prend feu et fait ensuite brûler la corde qui relie Homer au bateau. Il finit par atterrir sur le toit d'une villa avoisinante, et passe par une baie vitrée pour s'écraser sur un lit. Lorsqu'Homer se réveille, il se rend compte qu'il est dans le lit de Kim Basinger et d'Alec Baldwin...

## Invités
- Kim Basinger (VF: Michèle Buzynski)
- Alec Baldwin (VF: Bruno Choel)